# Олга Иванкова
Олга Иванкова (укр. Ольга Іванкова; Харков, 7. јануар 1973) била је украјинска репрезентативка у атлетици, која се такмичла у бацању копља. Била је чланица АК Украјина из Харкова.
Њен лични рекорд износио је 61,68 м, постигнут у квалификацијама Светског првенства 2007. у Осаки, где је завршила као 10. Учествовала је на још два Светска првенства 2005. и 2009. и на Олимпијским играма 2008. али без пласмана у финале.

## Значајнији резултати
| Датум                 | Такмичење             | Место                 | Пласман               | Резултат (м)          |
| Представљала Украјину | Представљала Украјину | Представљала Украјину | Представљала Украјину | Представљала Украјину |
| --------------------- | --------------------- | --------------------- | --------------------- | --------------------- |
| 2005.                 | Светско првенство     | Хелсинки, Финска      | 18.                   | 56,56                 |
| 2007.                 | Светско првенство     | Осака, Јапан          | 10.                   | 57,87                 |
| 2008.                 | Олимпијске игре       | Пекинг, Кина          | 25                    | 57,05                 |
| 2009.                 | Светско првенство     | Берлин, Немачка       | 17.                   | 56,91                 |